# Eurowings

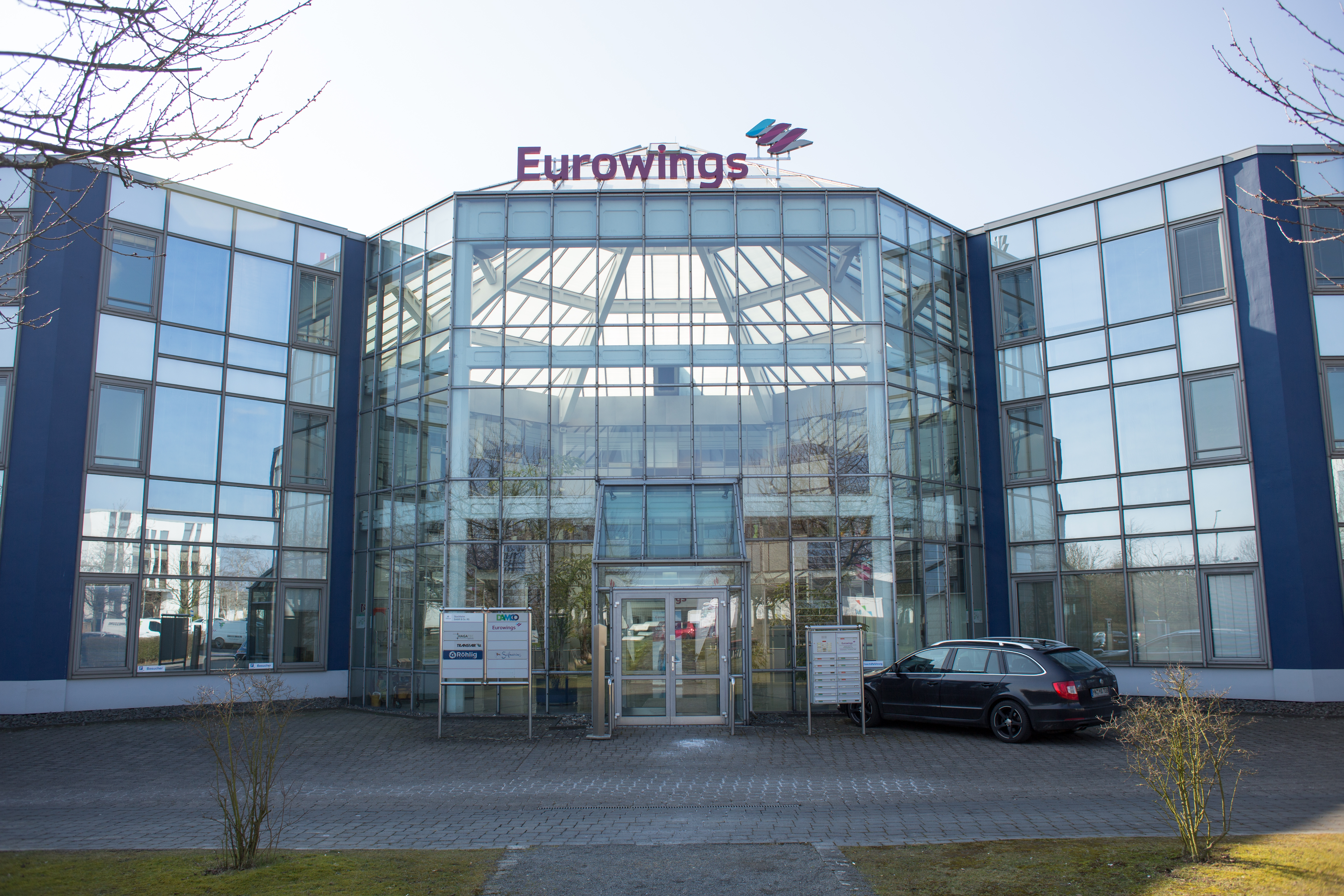
Eurowings huvudkontor i Düsseldorf.

Eurowings är ett flygbolag baserat i Düsseldorf i Tyskland. Det är ett lågprisflygbolag för både inrikes- och utrikestransport i Europa. Eurowings ägdes fram tom 2009 av Lufthansa till 49%  och Dr Albrecht Knauf (50,02%) och övriga 0,08%. From januari 2009 står Lufthansa som ensam ägare till bolaget. Eurowings har Flughafen Dortmund som huvudflygplats men har hubbar vid Flughafen Düsseldorf International, Nuremberg Airport, Münchens flygplats och Flughafen Hannover

## Historia
Flygbolaget etablerades år 1993 efter en sammanslagning av två regionala flygbolag och startade sin verksamhet den 1 januari 1994. I början av 2000-talet började Lufthansa köpa andelar i bolaget och står sedan 2011 som ensam ägare. 

År 2014 meddelade Lufthansa att Eurowings skulle reformeras, från regionalt flygbolag till lågprisbolag, och byta ut sina Bombardier CRJ mot större Airbus A320. I och med detta slutade Lufthansas andra lågprisbolag, Germanwings, existera som eget varumärke och slogs samman med Eurowings.
2022 öppnade Eurowings en bas på Stockholm Arlanda flygplats.

## Destinationer
Eurowings flyger till följande destinationer: (oktober 2021)

### Afrika
- Egypten Hurghada
- Marocco Casablanca, Nador, Tangier
- Tunisien Monastir, Tunis-Carthage International Airport

### Asien
- Irak Erbil
- Israel Tel Aviv
- Libanon Beirut
- Turkiet Adana, Antalaya, Izmir, Kayseri, Kutahya Zafer, Samsun Carsamba

### Europa
- Albanien Tirana
- Armenien Jerevan
- Belgien Bryssel
- Bosnien-Hercegovina Sarajevo
- Cypern Larnaca
- Danmark Köpenhamn
- Finland Rovaniemi
- Frankrike Bastia, Calvi, Lyon, Marseille, Nice, Paris CDG
- Georgien Tbilisi
- Grekland Aten, Chania, Heraklion, Kalamata, Kavala, Korfu, Kos, Mykonos, Rhodos, Samos, Santorini, Thessakloniki, Zakynthos
- Irland Dublin
- Island Reykjavík
- Italien Bari, Bologna, Brindisi, Catania, Lamezia Terme, Milan Bergamo, Milan Malpensa, Neapel, Olbia, Palermo, Pisa, Rom, Venedig, Verona
- Kosovo Pristina
- Kroatien Dubrovnik, Pula, Rijeka, Split, Zadar, Zagreb
- Montenegro Tivat
- Nederländerna Amsterdam
- Norge Oslo, Tromsö
- Polen Gdansk, Krakow, Wroclaw
- Portugal Faro, Funchal, Lissabon, Porto
- Rumänien Bukarest
- Ryssland Jekaterinburg, Krasnodar
- Schweiz Basel, Geneve, Zürich
- Serbien Belgrad
- Spanien Alicante, Barcelona, Bilbao, Fuerteventura, Ibiza, Jerez de la Frontera, Lanzarote, Las Palmas, Málaga, Menorca, Palma de Mallorca, Santa Cruz de la Palma, Teneriffa, Valencia
- Storbritannien Birmingham, Bristol, Edinburgh, Jersey, London Heathrow, Manchester, Newcastle, Newquay
- Sverige Arvidsjaur, Göteborg, Kiruna, Luleå, Malmö
- Tjeckien Prag
- Tyskland Berlin, Bremen, Dortmund, Dresden, Düsseldorf, Frankfurt, Hamburg, Hannover, Karlsruhe, Köln, Leipzig/Halle, München, Münster, Nürnberg, Paderborn, Saarbrücken, Stuttgart, Sylt
- Ukraina Kiev
- Ungern Budapest
- Österrike Graz, Innsbruck, Klagenfurt, Linz, Salzburg, Wien

## Flotta
I oktober 2021 bestod Eurowings flotta av följande flygplan:
- 29 st Airbus A319-100
- 48 st Airbus A320-200
- 2 st Boeing 737-800

Eurowings trafikerade tidigare fler långlinjer, vanligtvis med flygplanen Airbus A330 och Airbus A340. Långlinjeverksamheten tog över av Brussels Airlines, även det ägt av Lufthansa, och flera av de f.d. Eurowings-planen flyger idag för Brussels Airlines.

## Bilder

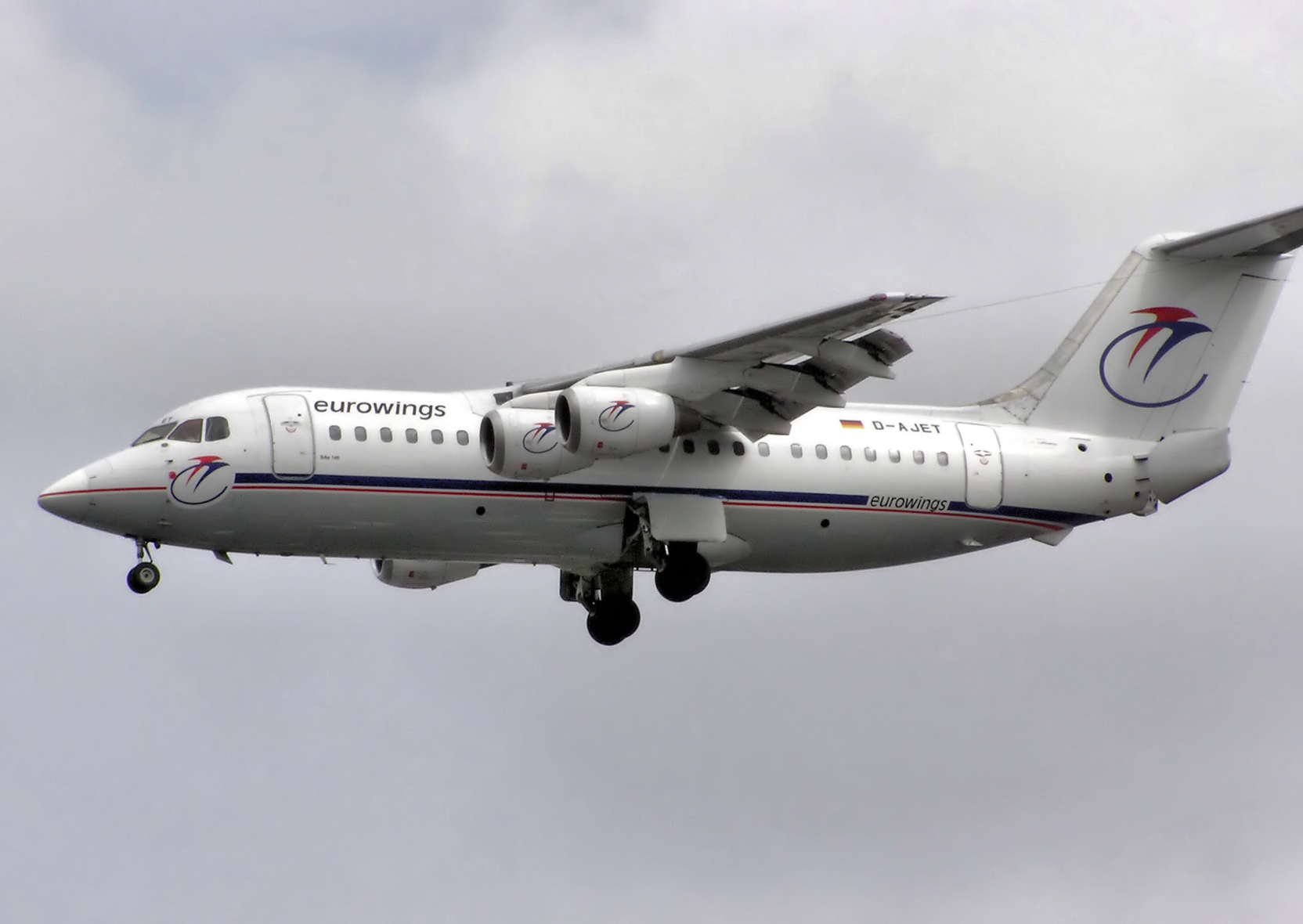
Eurowings BAe 146-200.
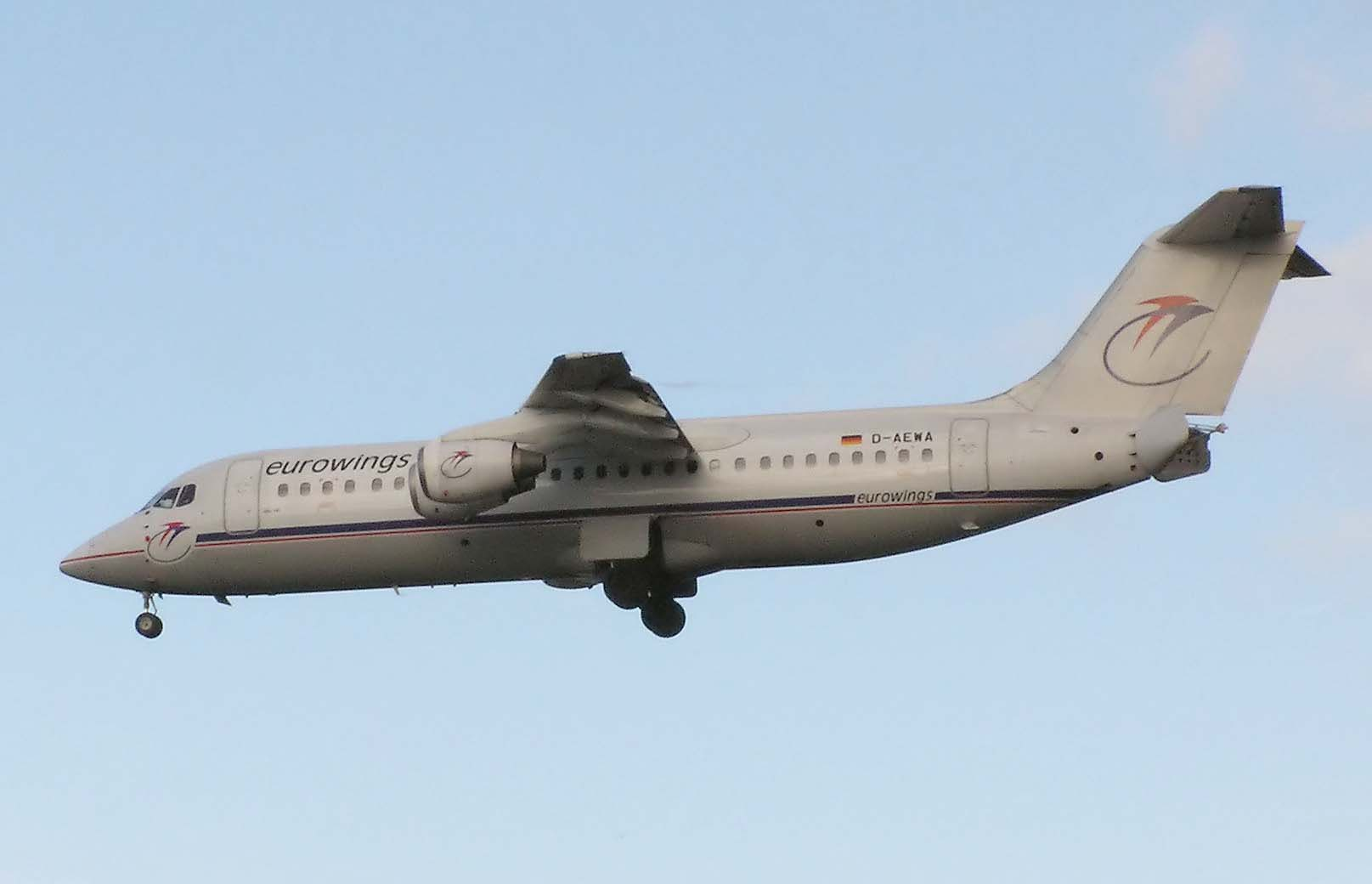
Eurowings BAe 146-300.
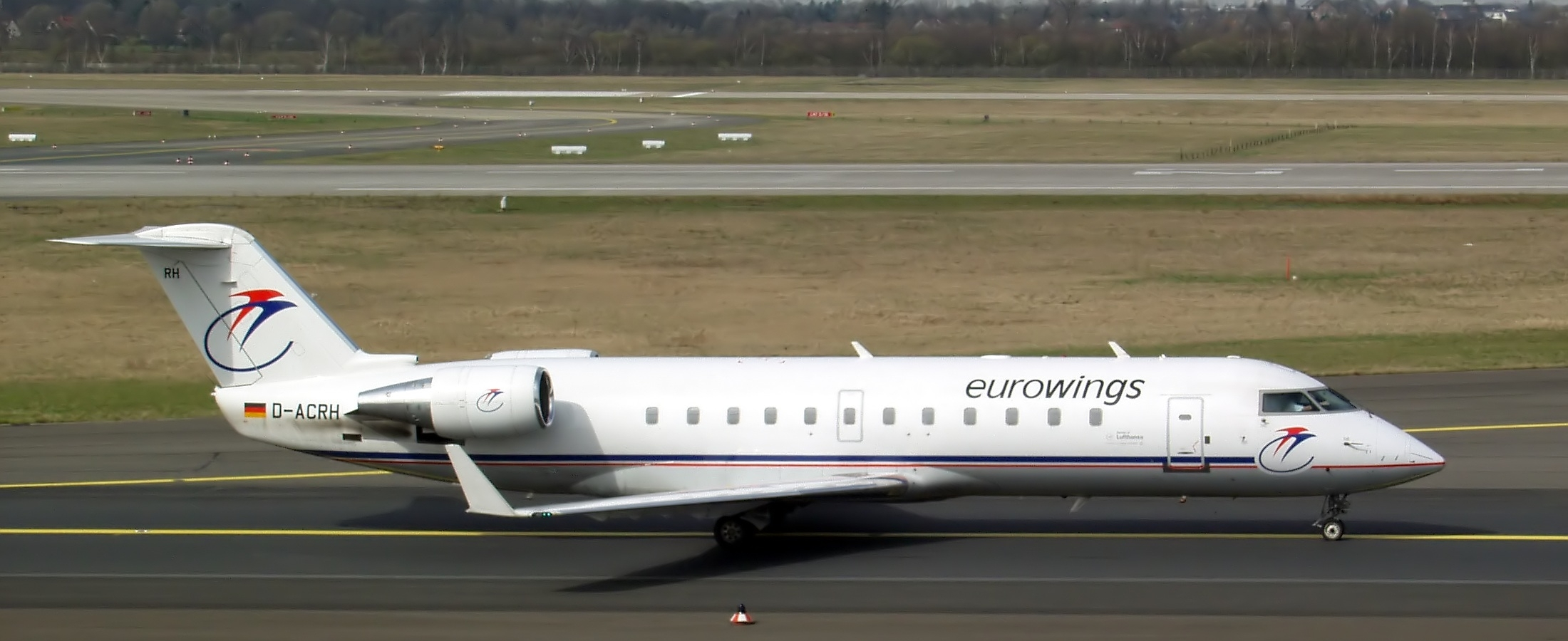
Eurowings CRJ200ER.
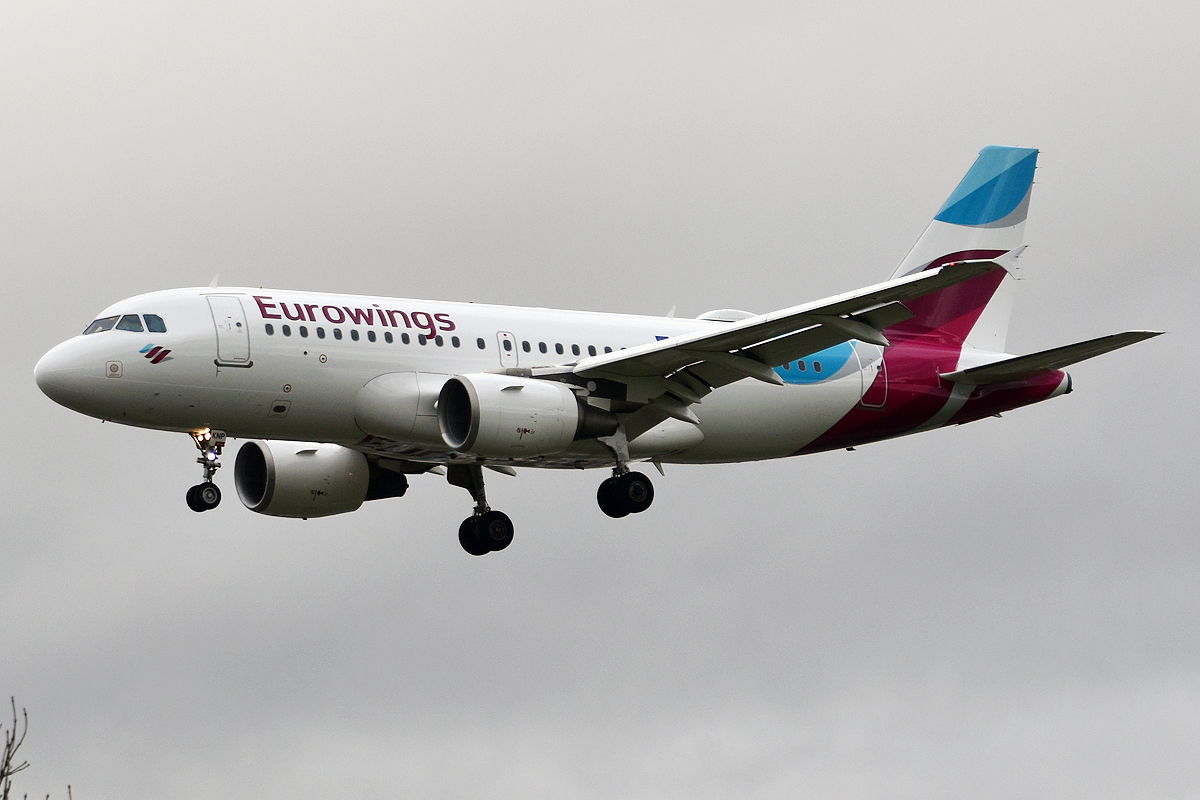
Eurowings Airbus A319.